# (34759) 2001 QL151
2001 كيو أل 151 (ويعرف أيضًا باسم (34759) 2001 كيو أل 151 وفق تسمية الكوكب الصغير) (بالإنجليزية: 2001 QL151)‏ هو كويكب ضمن حزام الكويكبات؛ وترتيبه 34759 من حيث الاكتشاف.
اكتُشف هذا الجُرم الفلكي بواسطة بحث لنكولن عن الكويكبات القريبة من الأرض في 23 أغسطس 2001.

## وصلات خارجية
- (34759) 2001 QL151 في قاعدة بيانات مختبر الدفع النفاث لأجرام النظام الشمسي الصغيرة

- الاكتشاف · مخطط المدار ·  العناصر المدارية · المعلمات المادية

- (34759) 2001 QL151 على موقع ويكي سكاي: DSS2, SDSS, GALEX, IRAS, Hydrogen α, X-Ray, Astrophoto, Sky Map, Articles and images